# Wolf Heinrich von Baudissin
Wolf Heinrich von Baudissin, 1579 - 24 juin 1646, est un général danois de la guerre de Trente Ans.

## Biographie
De la famille Baudissin, colonel au service de son pays (1625), il accompagne en 1626 les troupes danoises pour envahir la Silésie et la Hongrie et remplace le duc de Weimar dans le commandement. Il prend alors plusieurs villes de Silésie et s'y établit avant d'être chassé par Wallenstein (1627). Lors de la retraite, il est rudement battu à Merode par les Impériaux.
Nomme général de la cavalerie suédoise (1628) par Gustave-Adolphe, il figure à la bataille de Leipsick (1631). En 1632, il est envoyé en mission diplomatique à Copenhague et est nommé feld-maréchal. Il prend Marbourg mais doit reculer à Pappenheim. En 1633, il se retire de l'armée mais accepte momentanément un commandement en 1636 en Saxe contre la Suède. Il est alors battu à Dömitz. Gravement blessé au siège de Magdebourg, il devient diplomate pour le roi de Pologne. Il meurt en 1650.